# Araujuzon
Araujuzon est une commune française, située dans le département des Pyrénées-Atlantiques en région Nouvelle-Aquitaine.

## Géographie

### Localisation
La commune d'Araujuzon se trouve dans le département des Pyrénées-Atlantiques, en région Nouvelle-Aquitaine.
Elle se situe à 48 km par la route de Pau, préfecture du département, à 28 km d'Oloron-Sainte-Marie, sous-préfecture, et à 22 km de Mourenx, bureau centralisateur du canton du Cœur de Béarn dont dépend la commune depuis 2015 pour les élections départementales.
La commune fait en outre partie du bassin de vie de Navarrenx.
Les communes les plus proches sont :
Araux (1,2 km), Ossenx (1,4 km), Narp (2,0 km), Audaux (2,2 km), Viellenave-de-Navarrenx (2,4 km), Bugnein (3,1 km), Laàs (3,6 km).
Sur le plan historique et culturel, Araujuzon fait partie de la province du Béarn, qui fut également un État et qui présente une unité historique et culturelle à laquelle s’oppose une diversité frappante de paysages au relief tourmenté.

### Communes limitrophes
Les communes limitrophes sont  Araux, Audaux, Charre, Montfort, Narp, Ossenx et Rivehaute.
| Narp      | Ossenx    | Audaux |
| Montfort  | Araujuzon | Araux  |
| Rivehaute | Charre    |        |

### Hydrographie

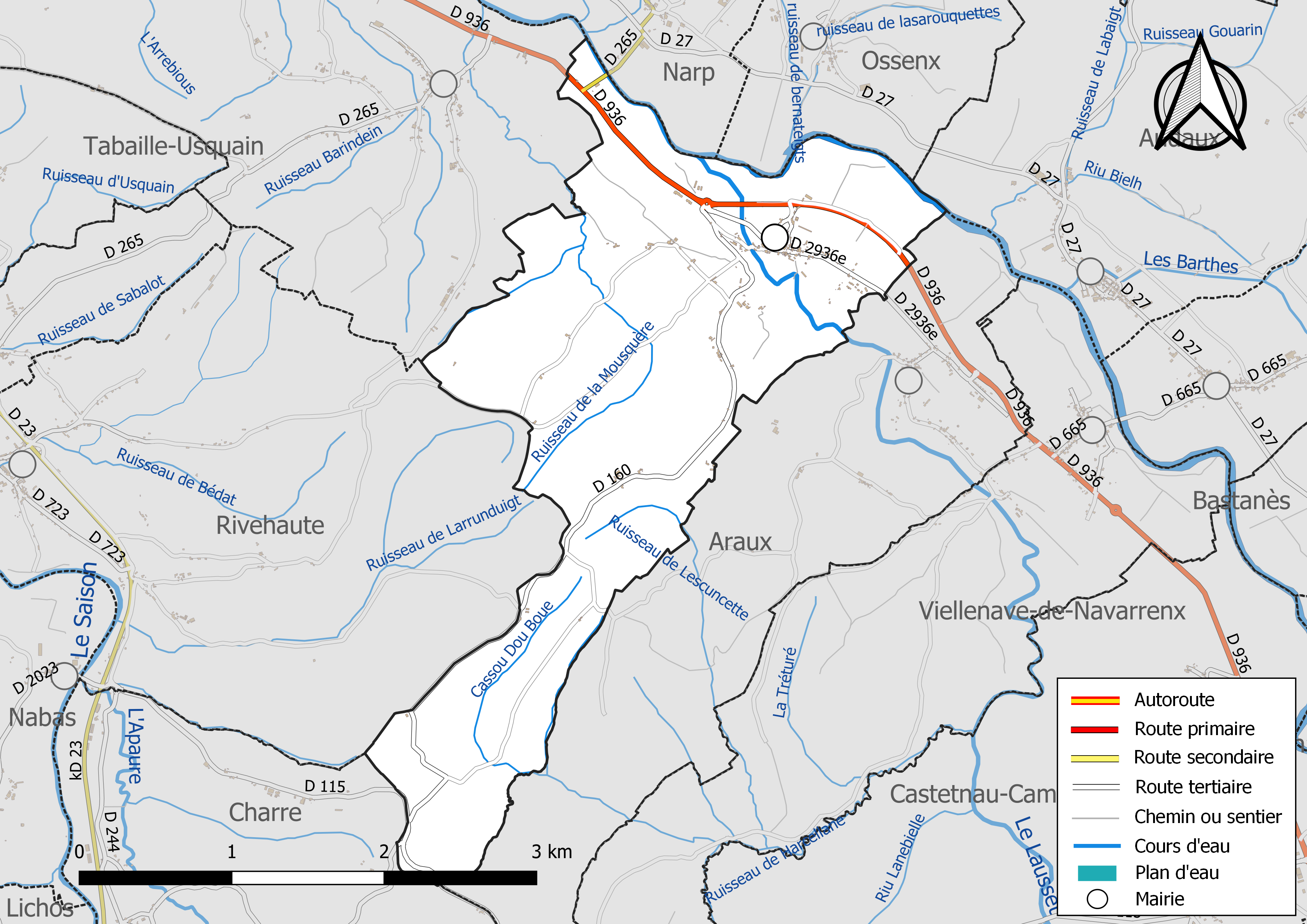
Réseaux hydrographique et routier d'Araujuzon.

La commune est drainée par le gave d'Oloron, le Lausset, le Cassou Dou Boue, le ruisseau de la Mousquère, le ruisseau de Lescuncette, et par divers petits cours d'eau, constituant un réseau hydrographique de 9,91 km de longueur totale,.
Le gave d'Oloron, d'une longueur totale de 148,8 km, prend sa source dans la commune de Laruns et s'écoule vers le nord-ouest. Il longe la commune sur son flanc nord-est et se jette dans le gave de Pau à Sorde-l'Abbaye, après avoir traversé 64 communes.
Le Lausset, d'une longueur totale de 39,3 km, prend sa source dans la commune de Sauguis-Saint-Étienne et s'écoule du sud vers le nord. Il traverse la commune et se jette dans le gave d'Oloron en limite de Narp, dans le nord du territoire communal, après avoir traversé 14 communes.

### Climat
Pour des articles plus généraux, voir Climat de la Nouvelle-Aquitaine et Climat des Pyrénées-Atlantiques.
Historiquement, la commune est exposée à un micro climat océanique basque.  
En 2020, Météo-France publie une typologie des climats de la France métropolitaine dans laquelle la commune est exposée à un climat de montagne et est dans la région climatique Pyrénées atlantiques, caractérisée par une pluviométrie élevée (>1 200 mm/an) en toutes saisons, des hivers très doux (7,5 °C en plaine) et des vents faibles.
Pour la période 1971-2000, la température annuelle moyenne est de 13,6 °C, avec une amplitude thermique annuelle de 13,7 °C. Le cumul annuel moyen de précipitations est de 1 238 mm, avec 12 jours de précipitations en janvier et 8,2 jours en juillet. Pour la période 1991-2020, la température moyenne annuelle observée sur la station météorologique la plus proche, située sur la commune de Saint-Gladie-Arrive-Munein à 9 km à vol d'oiseau, est de 14,3 °C et le cumul annuel moyen de précipitations est de 1 323,1 mm,. Pour l'avenir, les paramètres climatiques de la commune estimés pour 2050 selon différents scénarios d’émission de gaz à effet de serre sont consultables sur un site dédié publié par Météo-France en novembre 2022.

### Milieux naturels et biodiversité

#### Réseau Natura 2000
Le réseau Natura 2000 est un réseau écologique européen de sites naturels d'intérêt écologique élaboré à partir des Directives « Habitats » et « Oiseaux », constitué de zones spéciales de conservation (ZSC) et de zones de protection spéciale (ZPS).
Un site Natura 2000 a été défini sur la commune au titre de la « directive Habitats » : « le gave d'Oloron (cours d'eau) et marais de Labastide-Villefranche »,.

#### Zones naturelles d'intérêt écologique, faunistique et floristique
L’inventaire des zones naturelles d'intérêt écologique, faunistique et floristique (ZNIEFF) a pour objectif de réaliser une couverture des zones les plus intéressantes sur le plan écologique, essentiellement dans la perspective d’améliorer la connaissance du patrimoine naturel national et de fournir aux différents décideurs un outil d’aide à la prise en compte de l’environnement dans l’aménagement du territoire.
Une ZNIEFF de type 2 est recensée sur la commune, : 
le « réseau hydrographique du gave d'Oloron et de ses affluents » (6 885,32 ha), couvrant 114 communes dont 2 dans les Landes et 112 dans les Pyrénées-Atlantiques.

## Urbanisme

### Typologie
Au 1er janvier 2024, Araujuzon est catégorisée commune rurale à habitat dispersé, selon la nouvelle grille communale de densité à sept niveaux définie par l'Insee en 2022.
Elle est située hors unité urbaine et hors attraction des villes,.

### Occupation des sols

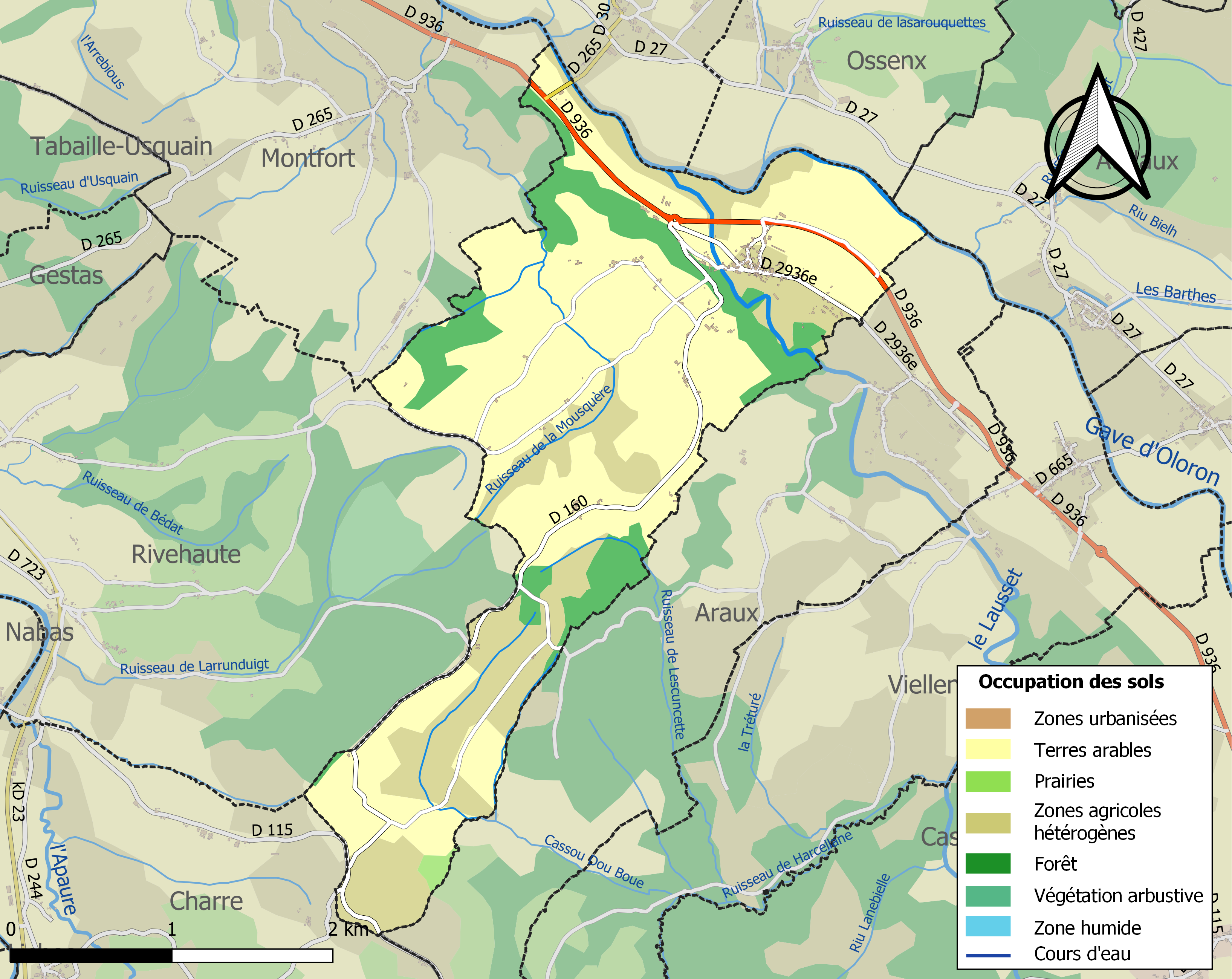
Carte des infrastructures et de l'occupation des sols de la commune en 2018 (CLC).

L'occupation des sols de la commune, telle qu'elle ressort de la base de données européenne d’occupation biophysique des sols Corine Land Cover (CLC), est marquée par l'importance des territoires agricoles (86,7 % en 2018), en augmentation par rapport à 1990 (81,5 %). La répartition détaillée en 2018 est la suivante :
terres arables (61,3 %), zones agricoles hétérogènes (25 %), forêts (13,3 %), prairies (0,5 %). L'évolution de l’occupation des sols de la commune et de ses infrastructures peut être observée sur les différentes représentations cartographiques du territoire : la carte de Cassini (XVIIIe siècle), la carte d'état-major (1820-1866) et les cartes ou photos aériennes de l'IGN pour la période actuelle (1950 à aujourd'hui).

### Lieux-dits et hameaux
- les Arreytes[7]
- les Balibes[7]
- Beighau[7]
- Bernatha[7]
- Boulocq[7]
- la Campagne[7]
- le Coude du Lausset[7]
- Gaillégou[7]
- Lacroix[7]
- Lahagne[7]
- Lahore[7]
- Lamazou[7]
- Larcebeau[7],[26]
- Larmanou[7]
- Lavie[7]
- Lavoignet[7]
- Loustalot[7]
- Moncau[7]
- Pessot[7]
- Serrailh[7]
- Souleret[7]
- Trescassous[7]

### Voies de communication et transports
Araujuzon est desservie par les routes départementales 160, 836 et 936.
Le réseau interurbain des Pyrénées-Atlantiques y possède un arrêt, sur sa ligne 850, menant d'Oloron-Sainte-Marie à Sauveterre-de-Béarn.

### Risques majeurs
Le territoire de la commune d'Araujuzon est vulnérable à différents aléas naturels : météorologiques (tempête, orage, neige, grand froid, canicule ou sécheresse), inondations et séisme (sismicité moyenne). Un site publié par le BRGM permet d'évaluer simplement et rapidement les risques d'un bien localisé soit par son adresse soit par le numéro de sa parcelle.
Certaines parties du territoire communal sont susceptibles d’être affectées par le risque d’inondation par une crue à  débordement lent de cours d'eau, notamment le gave d'Oloron et le Lausset. La commune a été reconnue en état de catastrophe naturelle au titre des dommages causés par les inondations et coulées de boue survenues en 1982, 1983, 2009 et 2018,.

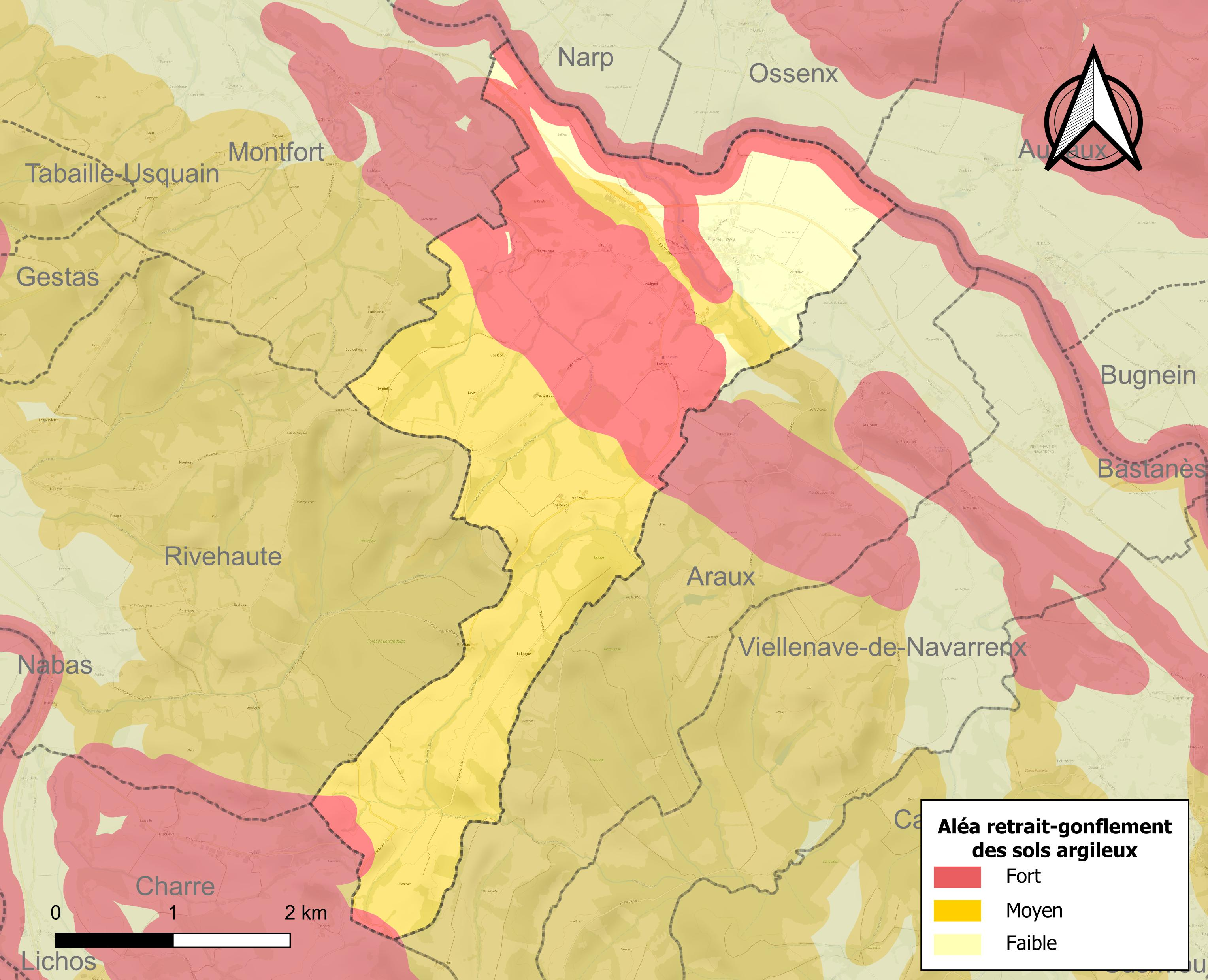
Carte des zones d'aléa retrait-gonflement des sols argileux d'Araujuzon.

Le retrait-gonflement des sols argileux est susceptible d'engendrer des dommages importants aux bâtiments en cas d’alternance de périodes de sécheresse et de pluie. 87,2 % de la superficie communale est en aléa moyen ou fort (59 % au niveau départemental et 48,5 % au niveau national). Depuis le 1er octobre 2020, en application de la loi ELAN, différentes contraintes s'imposent aux vendeurs, maîtres d'ouvrages ou constructeurs de biens situés dans une zone classée en aléa moyen ou fort,.

## Toponymie

### Attestations anciennes
Le toponyme Araujuzon apparaît sous les formes
Araus-Jusoo (XIIIe siècle, fors de Béarn et 1385, censier de Béarn),
Araus-Juson (1487, registre des établissements de Béarn),
Araujuson (1546, réformation de Béarn),
Sent-Martin d'Araujuzon (1609, insinuations du diocèse d'Oloron),
Laujuzon (1714, registre paroissial d’Araujuzon),
Araujuzon sur la carte de Cassini (fin XVIIIe siècle,
Auraujuson (1793) et
Aranjuzon (1801, Bulletin des lois).

### Étymologie
Brigitte Jobbé-Duval indique que, Juzon signifiant « en dessous », le toponyme se traduit par ’en dessous d’Araux' (Araux se nomme en béarnais Araus-Suson).
Mais Michel Grosclaude signale que le nom local n'est pas Araujuzon mais Lajuzon ; il estime que ce toponyme provient de lau (« terrain vague, lande ») et juzon (« inférieur, situé en aval »).

### Autres toponymes
Domec est un fief vassal de la vicomté de Béarn et dépendant du bailliage de Navarrenx, cité au XIIIe siècle par le for de Béarn, et en 1863 par le dictionnaire topographique Béarn-Pays basque.
Larcebeau, mentionné sous la graphie Larcebau en 1863, dans le dictionnaire topographique Béarn-Pays basque, est un ruisseau également appelé ruisseau d’Escounebiets, qui prend sa source sur Araujuzon, arrose Araux et Viellenave avant de se jeter dans le Harcilanne (ancienne forme de l’actuel Harcellane).

### Graphie béarnaise
Son nom béarnais est Lajuson ou Layusoû.

## Histoire
Paul Raymond note que la commune comptait une abbaye laïque, vassale de la vicomté de Béarn.
En 1385, Araujuzon comptait 46 feux et dépendait du bailliage de Navarrenx. Elle devint une dépendance de la baronnie de Jasses, datant de 1644, qui comprenait, outre Araujuzon, Araux, Jasses, Montfort et Viellenave.
En 1790, la commune faisait partie du canton de Sauveterre.

## Politique et administration

### Liste des maires
| Période                                  | Période  | Identité          | Étiquette | Qualité  |
| ---------------------------------------- | -------- | ----------------- | --------- | -------- |
| Les données manquantes sont à compléter. |          |                   |           |          |
| 1995                                     | 2008     | Pierre Higue      |           |          |
| 2008                                     | En cours | Jean-Claude Larco |           | Retraité |

### Politique de développement durable
La commune a engagé une politique de développement durable en lançant une démarche d'Agenda 21 en 2007.

### Intercommunalité
La commune fait partie de huit structures intercommunales :
- la communauté de communes du Béarn des Gaves ;
- le syndicat AEP de Navarrenx ;
- le syndicat d'énergie des Pyrénées-Atlantiques ;
- le syndicat de la perception de Navarrenx ;
- le syndicat des écoles de Gaveausset ;
- le syndicat du Pays des Gaves et du Lausset ;
- le syndicat intercommunal des gaves et du Saleys ;
- le syndicat mixte Bil Ta Garbi.

Araujuzon fait également partie du pays de Lacq Orthez Béarn des Gaves.

## Population et société

### Démographie
Le nom des habitants est Araujuzonais,.
L'évolution du nombre d'habitants est connue à travers les recensements de la population effectués dans la commune depuis 1793. Pour les communes de moins de 10 000 habitants, une enquête de recensement portant sur toute la population est réalisée tous les cinq ans, les populations de référence des années intermédiaires étant quant à elles estimées par interpolation ou extrapolation. Pour la commune, le premier recensement exhaustif entrant dans le cadre du nouveau dispositif a été réalisé en 2007.

En 2022, la commune comptait 185 habitants, en évolution de −8,87 % par rapport à 2016 (Pyrénées-Atlantiques : +3,78 %, France hors Mayotte : +2,11 %).
| 1793 | 1800 | 1806 | 1821 | 1831 | 1836 | 1841 | 1846 | 1851 |
| ---- | ---- | ---- | ---- | ---- | ---- | ---- | ---- | ---- |
| 429  | 385  | 510  | 518  | 517  | 540  | 524  | 544  | 566  |

| 1856 | 1861 | 1866 | 1872 | 1876 | 1881 | 1886 | 1891 | 1896 |
| ---- | ---- | ---- | ---- | ---- | ---- | ---- | ---- | ---- |
| 549  | 518  | 527  | 469  | 483  | 489  | 470  | 467  | 456  |

| 1901 | 1906 | 1911 | 1921 | 1926 | 1931 | 1936 | 1946 | 1954 |
| ---- | ---- | ---- | ---- | ---- | ---- | ---- | ---- | ---- |
| 428  | 417  | 403  | 327  | 301  | 302  | 301  | 298  | 268  |

| 1962 | 1968 | 1975 | 1982 | 1990 | 1999 | 2006 | 2007 | 2012 |
| ---- | ---- | ---- | ---- | ---- | ---- | ---- | ---- | ---- |
| 240  | 217  | 196  | 200  | 186  | 182  | 179  | 179  | 207  |

| 2017 | 2022 | - | - | - | - | - | - | - |
| ---- | ---- | - | - | - | - | - | - | - |
| 194  | 185  | - | - | - | - | - | - | - |

### Enseignement
La commune dispose d'une école élémentaire.

## Économie
L'activité est principalement agricole (élevage, pâturages, maïs). La commune fait partie de la zone d'appellation de l'ossau-iraty.

## Culture locale et patrimoine

### Lieux et monuments
L’église Saint-Martin d'Araujuzon est dédiée à saint Martin de Tours.

### Héraldique
| Blason | Blasonnement : Coupé ondé : au 1er parti au I d'or à deux vaches de gueules, accornée, accolées et clarinées d'azur l'une au-dessus l'autre, au II de sinople à l'épi de maïs d'or, au 2e d'azur à saint Martin auréolé coupant son manteau avec son épée, le tout d'argent. |

## Pour approfondir